# Fanø (općina)
Fanø je općina u danskoj regiji Južna Danska.

## Zemljopis
Općina se nalazi na istoimenom otoku Fanu u Vadenskom moru, prostire se na 55,78 km2.

## Stanovništvo
Prema podacima o broju stanovnika iz 2010. godine općina je imala 3.219 stanovnika, dok je prosječna gustoća naseljenosti 57,71 stan/km2. Središte općine je grad Nordby .

### Naselja
| Veća naselja u općini |          |                    |
| Br.                   | Naselje  | Stanovnika (2010.) |
| 1                     | Nordby   | 2.612              |
| 2                     | Sønderho | 284                |

## Vanjske poveznice
- Službena stranica općine